# CCGS Amundsen
CCGS Amundsen é um navio do tipo quebra-gelo sendo também um barco de pesquisa operado pela Guarda Costeira do Canadá.
O navio foi comissionado em 1979 como CCGS Sir John Franklin, e re-comissionado em 2003 como CCGS Amundsen. O porto de Quebec é a sua base.

## Missões
O Amundsen foi modificado para a exploração científica do Oceano Árctico (Pólo Norte) –  tendo a sua reconversão custado $ 27,7 milhões de dólares canadianos – sido financiada por um consórcio de universidades canadianas conjuntamente com quatro Ministérios federais. 
A sua primeira comissão foi a exploração científica de cinco anos para o Estudo Internacional da Plataforma Continental do Árctico Canadiano ("Canadian Artic Shelf Exchange Study" – CASES). Para esse fim, conduz a bordo quarenta e dois investigadores de nove países, sob o auspício do ArcticNet (Network of Centres of Excellence of Canada), consórcio que agrupa cento e quarenta investigadores de vinte e três de universidades canadianas e cinco Ministérios federais do Canadá, conjuntamente com cientistas de outros onze países.
O Amundsen vai navegar  até ao ano de 2021 no Oceano Árctico (Pólo Norte), cartografando os seus fundos marítimos ao longo de uma cadeia montanhosa submarina, chamada Lomonosov Ridge, utilizando um Sonar Multifeixe EM-300, que permitirá ao Canadá obter o mapa tridimensional do solo oceânico para reivindicar a soberania da passagem Nordeste entre o Oceano Atlântico e Oceano Pacífico, e de relançar a pesca dos colossais cardumes de bacalhau por ele descobertos sob o gelo do Árctico em 2004.